# 비토리오 아메데오 디 피에몬테 공 (1699년)
비토리오 아메데오 디 사보이아(이탈리아어: Vittorio Amedeo di Savoia, 본명: 비토리오 아메데오 필리포 주세페 디 사보이아(Vittorio Amedeo Filippo Giuseppe di Savoia), 1699년 5월 6일 ~ 1715년 3월 22일)는 사르데냐 왕국의 왕족이다.

## 생애
사르데냐 왕국의 비토리오 아메데오 2세 국왕과 그의 아내인 오를레앙의 안나 마리아 왕비의 장남으로 태어났다. 사르데냐 왕세자 칭호인 피에몬테 공을 수여 받으면서 사르데냐 왕국의 법정추정상속인으로 인정받았다. 스페인 왕위 계승 전쟁이 진행 중이던 1706년에는 토리노 전투로 인해 어머니인 오를레앙의 안나 마리아, 할머니인 사부아의 마리 잔, 남동생인 카를로 에마누엘레와 함께 제노바로 피신했다. 1708년에는 여자 양육 담당자의 곁을 떠났다.
1713년 9월 위트레흐트 조약이 체결되면서 시칠리아 왕국은 사부아에서 분리되었다. 시칠리아 왕국의 국왕으로 즉위한 비토리오 아메데오 2세는 시칠리아 팔레르모에서 대관식을 거행하기 위해 일시적으로 피에몬테를 떠나게 된다. 비토리오 아메데오 2세는 사부아의 마리 잔에게 사보이아 가문의 섭정 역할을 수행할 것을 요청했지만 사부아의 마리 잔은 이를 거절했다. 이에 따라 비토리오 아메데오 2세의 장남인 피에몬테의 비토리오 아메데오 공작이 사보이아 가문의 섭정으로 임명되었다.
피에몬테의 비토리오 아메데오 공작은 1714년 9월 비토리오 아메데오 2세 부부가 사르데냐로 귀국할 때까지 사보이아 가문의 섭정을 역임했다. 사보이아 가문이 오스트리아와의 갈등을 빚게 되면서 신성 로마 제국의 요제프 1세 황제의 딸인 마리아 아말리아가 피에몬테 공작과 결혼하는 방안이 거론되었지만 그의 아버지가 무시하는 바람에 무산되고 만다.
스페인의 이사벨 디 파르네시오 왕비, 포르투갈의 프란시스카 조제파 왕녀와의 결혼 제안이 있었지만 1715년 3월 22일에 지병인 천연두로 사망하고 만다. 사보이아 공작위는 한동안 공석 상태에 있었지만 1730년 9월 3일에 그의 동생인 카를로 에마누엘레 3세가 승계받게 된다.